# Movimiento Solo Reina-Valera
El movimiento "Solo Reina-Valera" es una corriente parcializada dentro del protestantismo hispanohablante que consideran diferentes versiones de la Biblia Reina-Valera como superior a todas las demás versiones castellanas, especialmente aquellas basadas en la revisión del texto griego Westcott-Hort del Nuevo Testamento, la cual consideran no fiable y basada en manuscritos corruptos. Los grupos hispanohablantes debaten de qué versión de la Reina-Valera es más fiel al Texto de Erasmo.

### Solo Reina-Valera 1865
Fue la primera traducción en extenderse en Latinoamérica que no estuviera basaba en la Vulgata Latina, como la Biblia Torres Amat. Fue preparada por la Sociedad Bíblica Americana basada en la Biblia del Cántaro de Cipriano de Valera, quitando los libros apócrifos o deuterocanónicos. Es defendida por las Iglesias Bautistas por su lenguaje clásico y su longevidad, así como su uso ininterrumpido por parte de misioneros estadounidenses, quienes fueron los primeros protestantes en América Latina. A pesar de esto sus defensores opinan que es fiel a la literatura castellana y no está influenciada por la mentalidad Estadounidense. Insisten que revisiones posteriores atacan doctrinas tradicionales como la divinidad de Cristo.

### Solo Reina-Valera 1909
La Sociedad Bíblica Americana y la Sociedad Bíblica Británica y Extranjera revisaron desde 1909 hasta su publicación en 1923. El objetivo de esta revisión era obtener un "Texto uniforme, estándar y único" que cumpliera el papel de la KJV, cosa que no tuvo éxito por la variedad del idioma español. Fue utilizada por los Testigos de Jehová hasta la traducción de la Versión Nuevo Mundo. Esta versión se usó de base textual para las versiones que se propusieron a "arreglar" la Reina-Valera 1960, tales como la Reina-Valera SUD, Reina-Valera SBT, Reina Valera 1990 (ASD) y Reina Valera Gómez (RVG). Esta versión es acusada de empezar a apelar a la Crítica Textual así como grupos bautistas la llaman "Agringada".